# Bettine Vriesekoop
Hubertina Petronella Maria «Bettine» Vriesekoop , née le 13 août 1961 à Hazerswoude est une ancienne pongiste néerlandaise. Elle a commencé le tennis de table en 1972, à l'âge de 11 ans. Elle a joué en milieu professionnel de 1977 à 2002. Son entraîneur fut Gerard Bakker jusqu'en 1989 puis Jan Vlieg.

## Biographie
Bettine Vriesekoop est la plus jeune d'une fratrie de dix enfants. Ses parents étaient agriculteurs. Son père est mort d'un cancer quand elle avait neuf ans. En 1995, elle fit la une de Playboy Europe, avec 12 pages d'interview inédit. L'argent qu'elle reçut l'aida à résoudre ses problèmes financiers. Elle arrêta la compétition en 1997, et mit au monde en 1999 son fils dont le père mourut quelques semaines avant sa naissance. Elle a étudié la langue chinoise et la philosophie à Leyde. Entre 2006 et 2009, elle a travaillé à Pékin en tant que correspondant spécialisée en tennis de table pour plusieurs journaux néerlandais (comme le NRC Handelsblad). Elle a été nommée "pongiste néerlandaise du siècle» en 2000 et sportive néerlandaise de l'année en 1981 et 1985.

## Palmarès
Elle a remporté le championnat néerlandais 14 fois en simple et 16 fois en double.
Elle est championne d'Europe, en individuel, en  1982 et en 1992 et en double mixte en 1982. Elle a participé aux Jeux Olympiques de Séoul en 1988, de Barcelone en 1992 et d'Atlanta en 1996.